# Министерство гражданской авиации Египта
Министерство гражданской авиации Египта является министерством по гражданской авиации в Египте. Штаб-квартира находится в Каире.

## Министры
- До 2002 Маршал авиации Ахмед Насер Абдель Рахман
- 2002—2011 Маршал авиации Ахмед Шафик
- 2011—2011 Ибрагим Манаа
- маршал авиации Лотфи Мустафа Кемаль. Назначен на должность министра египетской гражданской авиации Премьер-министром Египта Эссам Шарафом 21 июля 2011 года.
- Шериф Фатхи (англ. Sharif Fathi)
- 2014—2016 — Хусам Камаль[араб.]